# Moto3

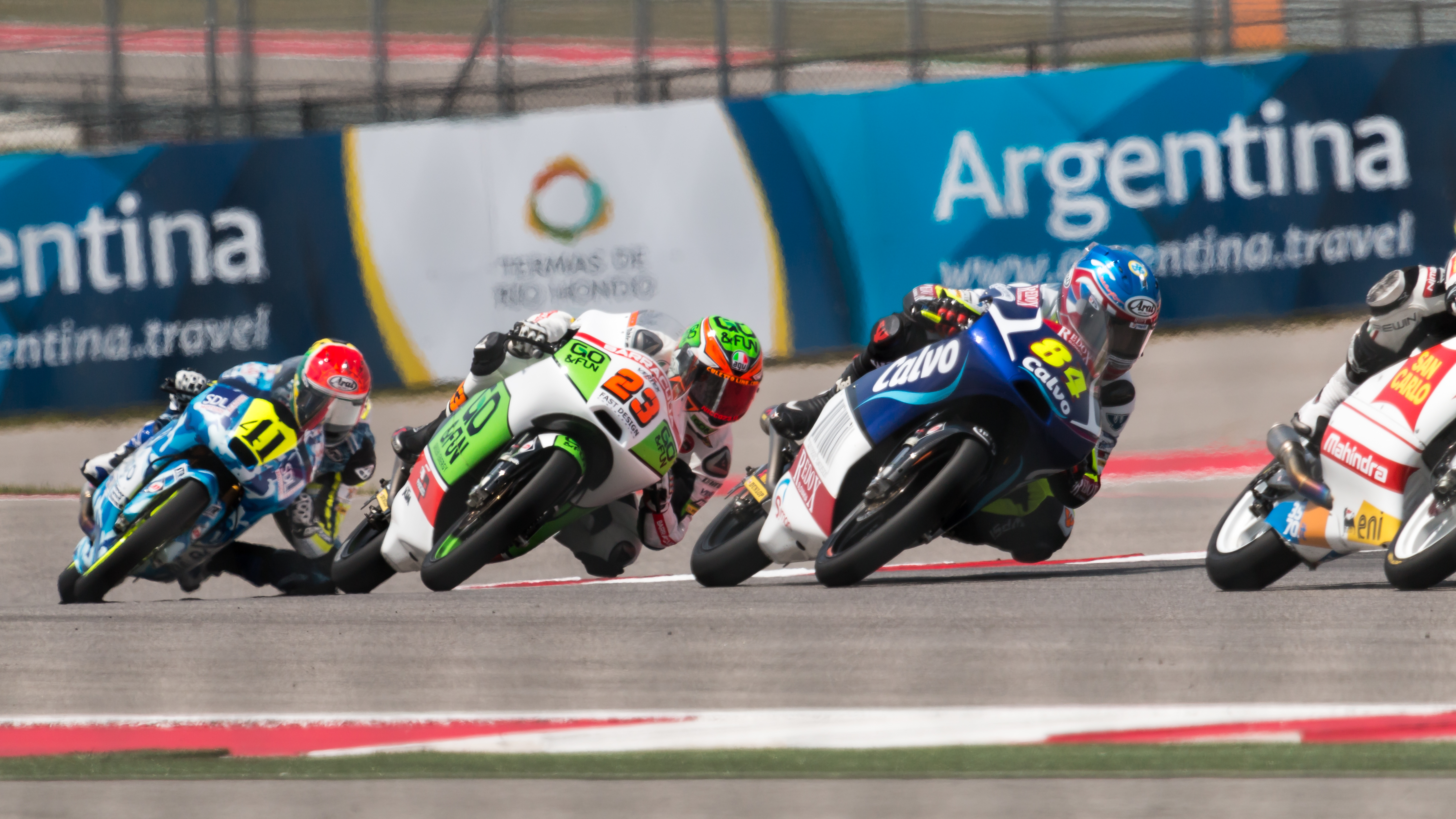
Moto3-Rennen 2014

Moto3 ist eine Motorradsportklasse für Motorräder, die Einzylinder-Viertaktmotoren mit 250 cm³ Hubraum nutzen.
Im Rahmen der FIM-Motorrad-Weltmeisterschaft ersetzt sie seit der Saison 2012 die 125-cm³-Klasse, welche seit 1949 bestanden hat. Auf nationaler Ebene wurden schon 2011 die ersten Moto3-Motorräder eingesetzt.
Das Mindestalter zur Teilnahme in der als Nachwuchs- und Einstiegsklasse beworbenen Moto3-Serie beträgt 16 Jahre, das Höchstalter 28 Jahre. Für Neueinsteiger beträgt das Höchstalter 25 Jahre. Auf Grund dreier tödlicher Rennunfälle in europäischen und internationalen Nachwuchsklassen-Meisterschaften in der Saison 2021 wurde das Einstiegsalter ab der Saison 2023 auf 18 Jahre angehoben.

## Technische Vorschriften

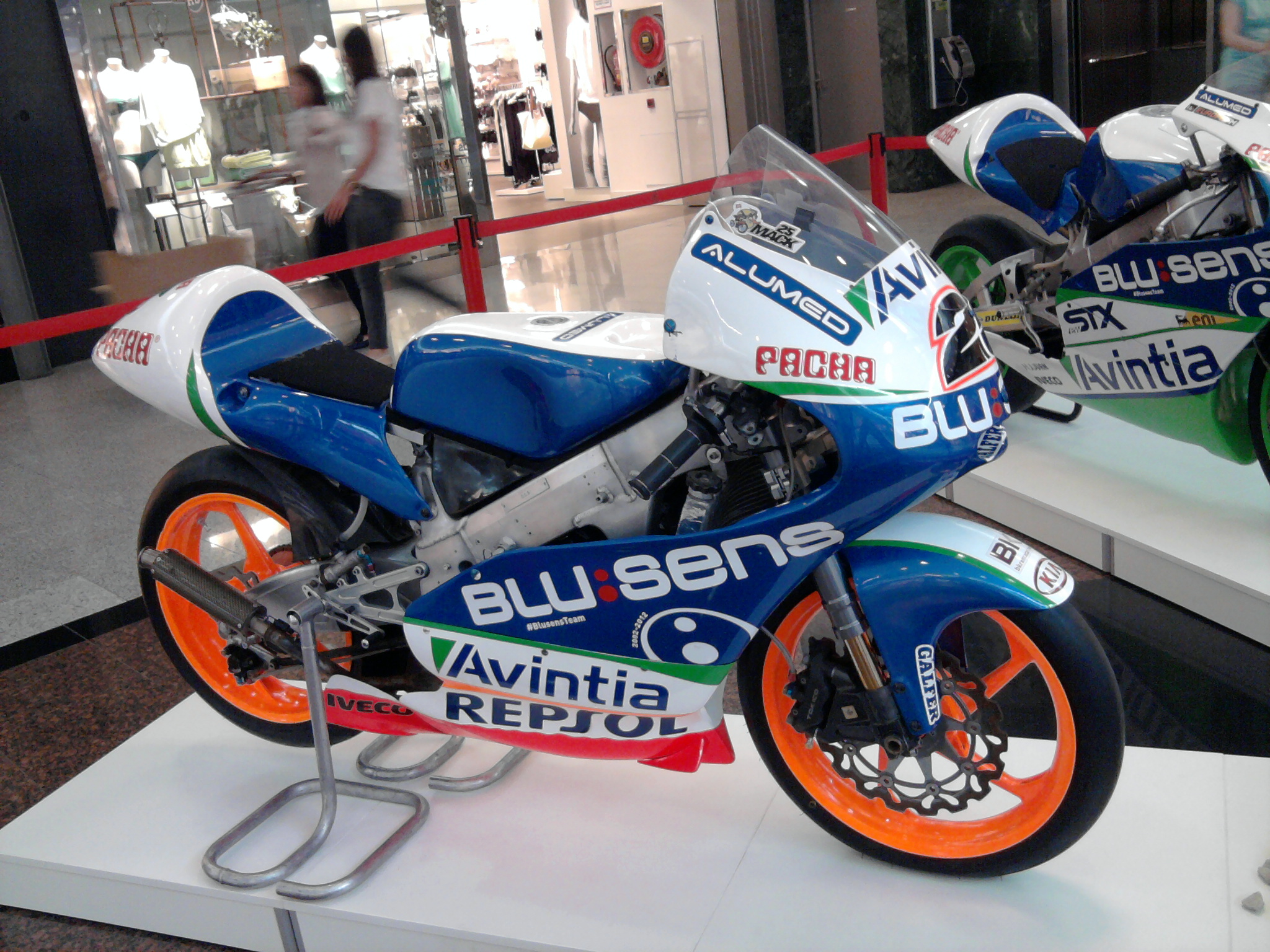
Honda des Blusens-Avintia-Teams von 2012.

Seit der Saison 2012 darf bei einem Lauf zur Motorrad-WM nur ein Motorrad abgenommen werden. Damit sind Ersatzmotorräder faktisch verboten. Über die Saison hinweg dürfen aber bis zu acht Motoren verwendet werden. Die Motoren werden von der FIM registriert und verplombt. Neu aufgebaute Motoren oder solche ohne intakte Plombe werden automatisch als neu eingestuft.
Es werden Viertakt-Hubkolbenmotoren mit einem maximalen Hubraum von 250 cm³ und einem Zylinder eingesetzt. Diese Saugmotoren dürfen bei einer Bohrung von maximal 81 mm maximal 14000/min (ab 2015 max. 13.500/min) drehen. Die Motoren dürfen maximal vier Ventile ohne hydraulische oder pneumatische Betätigung haben, die Nockenwelle muss per Steuerkette angetrieben werden. Timing und Hub der Ventilsteuerung dürfen nicht variabel durch Nockenwellenverstellungen beeinflusst werden. So sollen Maximalkosten von 12.000 Euro pro Motor erreicht werden.
Es wird nur mechanisch Gas gegeben, elektronische Drive-by-Wire-Systeme sind untersagt. Die maximal zwei Benzin-Einspritzventile müssen den Gemisch-Einlassventilen vorgelagert sein (keine Direkteinspritzung). Der Benzindruck darf 5,0 bar nicht übersteigen und es darf nur von der FIM vorgeschriebener Kraftstoff verwendet werden.
Es gibt Bestimmungen für die verwendbaren Materialien, um den Preis der Motorräder und Motoren zu reduzieren. So müssen Nockenwellen, Kurbelwellen, Kolbenbolzen aus eisenbasierten Legierungen bestehen. Kurbelgehäuse, Zylinderblöcke, Zylinderköpfe müssen aus Gussaluminium-Legierung sein. Kolben müssen aus Aluminiumlegierung bestehen. Pleuel, Ventile und Ventilfedern müssen aus Titan- oder Eisen-basierenden Legierungen gefertigt sein, wobei das genannte Element den Hauptanteil in der Legierung bildet.
Der Lufteinlasskanal und der Auspuff dürfen in ihrer Länge nicht variabel sein und keine beweglichen Teile enthalten. Stehend gemessen, darf der Auspuff maximal 115 dB/A erzeugen.
Die Motoren erreichen 50 bis 60 PS, was bei typisch geringen Gewichten von Motorrad (82 kg leer) und Fahrer (60 kg) dank geringem Leistungsgewicht gute Fahrleistungen ermöglicht, z. B. eine Beschleunigung von 0 auf 100 km/h in weniger als drei Sekunden und eine Höchstgeschwindigkeit von 235 km/h.
Die Getriebe haben maximal sechs Gänge. Es dürfen zwei unterschiedliche Übersetzungen pro Gang gewählt werden. Elektromechanische oder elektrohydraulische Kupplungen sind nicht erlaubt.
Nur von den Organisatoren abgenommene Zündungs-/Einspritzungs-Steuerungen (ECU) sind erlaubt. Außerdem muss die Motorsteuerung in Hard- und Software unverändert bleiben und den Drehzahlbegrenzer enthalten.
Die Chassis dürfen Prototypen sein, deren Konstruktion innerhalb des technischen Reglements freigestellt ist. Das Mindestgewicht für die Kombination aus Fahrer und Motorrad ist 148 kg. Das Fahrwerk muss konventionell, passiv und mechanisch sein und darf keine elektronische Fahrwerkshöhenverstellung enthalten. Die Federn der Aufhängung müssen Schraubenfedern sein und dürfen nur aus eisenbasierenden Legierungen bestehen.
Aus Kostengründen sind nur Bremsscheiben aus Stahl erlaubt.
Die Räder dürfen nur aus Magnesium und Aluminium sein. Die Felgendimensionen sind vorn 2,50" × 17" und hinten: 3,50" × 17". Typische Reifengrößen sind 95/75-R17 vorn und 115/75-R17 hinten.
Die Reifenanzahl pro WM-Veranstaltung wird limitiert und es wird ein Einheitslieferant von der FIM benannt.

## Weltmeister
| Jahr | Fahrerweltmeister           | Konstrukteursweltmeister | Teamweltmeister                |
| ---- | --------------------------- | ------------------------ | ------------------------------ |
| 2012 | Sandro Cortese (KTM)        | KTM                      | Titel nicht vergeben           |
| 2013 | Maverick Viñales (KTM)      | KTM                      | Titel nicht vergeben           |
| 2014 | Álex Márquez (Honda)        | KTM                      | Titel nicht vergeben           |
| 2015 | Danny Kent (Honda)          | Honda                    | Titel nicht vergeben           |
| 2016 | Brad Binder (KTM)           | KTM                      | Titel nicht vergeben           |
| 2017 | Joan Mir (Honda)            | Honda                    | Titel nicht vergeben           |
| 2018 | Jorge Martín (Honda)        | Honda                    | Del Conca Gresini Moto3        |
| 2019 | Lorenzo Dalla Porta (Honda) | Honda                    | Leopard Racing                 |
| 2020 | Albert Arenas (KTM)         | Honda                    | Leopard Racing                 |
| 2021 | Pedro Acosta (KTM)          | KTM                      | Red Bull KTM Ajo               |
| 2022 | Izan Guevara (KTM)          | GasGas                   | Aspar Team                     |
| 2023 | Jaume Masiá (Honda)         | KTM                      | Liqui Moly Husqvarna Intact GP |
| 2024 | David Alonso (CFMoto)       | CFMoto                   | CF Moto Aspar Team             |

## Rookie of the Year
Als Rookie of the Year wird derjenige Fahrer ausgezeichnet, der als Neueinsteiger am Jahresende die meisten Punkte gesammelt hat.
| Jahr | Anzahl Rookies | Sieger           | Maschine | Team                     |
| ---- | -------------- | ---------------- | -------- | ------------------------ |
| 2012 | 10             | Álex Rins        | Honda    | Estrella Galicia 0,0     |
| 2013 | 8              | Álex Márquez     | KTM      | Estrella Galicia 0,0     |
| 2014 | 4              | Enea Bastianini  | KTM      | Junior Team Go&Fun Moto3 |
| 2015 | 9              | Jorge Navarro    | Honda    | Estrella Galicia 0,0     |
| 2016 | 10             | Joan Mir         | KTM      | Leopard Racing           |
| 2017 | 7              | Ayumu Sasaki     | Honda    | SIC Racing Team          |
| 2018 | 5              | Jaume Masiá      | KTM      | Bester Capital Dubai     |
| 2019 | 8              | Celestino Vietti | KTM      | Sky Racing Team VR46     |
| 2020 | 9              | Jeremy Alcoba    | Honda    | Kömmerling Gresini       |
| 2021 | 6              | Pedro Acosta     | KTM      | Red Bull KTM Ajo         |
| 2022 | 10             | Diogo Moreira    | KTM      | MT Helmets – MSI         |
| 2023 | 6              | David Alonso     | GasGas   | GASGAS Aspar Racing Team |
| 2024 | 9              | Ángel Piqueras   | Honda    | Leopard Racing           |

## Rekorde

### Rekorde nach Fahrern
Fahrer, die in der Saison 2024 in der Moto3-WM unter Vertrag stehen, sind blau hinterlegt.

#### Weltmeister-Titel
| Platz | Fahrer              | Titel | Jahre |
| ----- | ------------------- | ----- | ----- |
| 1     | Sandro Cortese      | 1     | 2012  |
|       | Maverick Viñales    | 1     | 2013  |
|       | Álex Márquez        | 1     | 2014  |
|       | Danny Kent          | 1     | 2015  |
|       | Brad Binder         | 1     | 2016  |
|       | Joan Mir            | 1     | 2017  |
|       | Jorge Martín        | 1     | 2018  |
|       | Lorenzo Dalla Porta | 1     | 2019  |
|       | Albert Arenas       | 1     | 2020  |
|       | Pedro Acosta        | 1     | 2021  |
|       | Izan Guevara        | 1     | 2022  |
|       | Jaume Masiá         | 1     | 2023  |
|       | David Alonso        | 1     | 2024  |

#### Grand-Prix-Siege
| Platz | Fahrer             | Siege |
| ----- | ------------------ | ----- |
| 1     | David Alonso       | 18    |
| 2     | Romano Fenati      | 13    |
| 3     | Joan Mir           | 11    |
| 4     | Dennis Foggia      | 10    |
| 4     | Jaume Masiá        | 10    |
| 6     | Luis Salom         | 9     |
| 7     | Danny Kent         | 8     |
| 7     | Álex Rins          | 8     |
| 7     | Maverick Viñales   | 8     |
| 7     | Jorge Martín       | 8     |
| 7     | Izan Guevara       | 8     |
| 7     | José Antonio Rueda | 8     |

#### Pole-Positions
| Platz | Fahrer            | Poles |
| ----- | ----------------- | ----- |
| 1     | Jorge Martín      | 20    |
| 2     | Álex Rins         | 13    |
| 3     | Jaume Masiá       | 10    |
| 4     | Enea Bastianini   | 9     |
| 4     | Niccolò Antonelli | 9     |
| 6     | Jack Miller       | 8     |
| 6     | Ayumu Sasaki      | 8     |
| 8     | Sandro Cortese    | 7     |
| 8     | Maverick Viñales  | 7     |
| 8     | Romano Fenati     | 7     |
| 8     | Tatsuki Suzuki    | 7     |
| 8     | Deniz Öncü        | 7     |
| 8     | David Alonso      | 7     |

#### Schnellste Rennrunden
| Platz | Fahrer          | SR |
| ----- | --------------- | -- |
| 1     | Jaume Masiá     | 15 |
| 2     | Romano Fenati   | 14 |
| 3     | Arón Canet      | 9  |
| 4     | Ayumu Sasaki    | 8  |
| 5     | Álex Márquez    | 7  |
| 5     | Brad Binder     | 7  |
| 5     | Deniz Öncü      | 7  |
| 8     | Miguel Oliveira | 6  |
| 8     | Luis Salom      | 6  |
| 8     | Izan Guevara    | 6  |
| 8     | David Alonso    | 6  |

#### WM-Punkte
| Platz | Fahrer            | Punkte |
| ----- | ----------------- | ------ |
| 1     | Romano Fenati     | 1250   |
| 2     | Jaume Masiá       | 972    |
| 3     | John McPhee       | 917    |
| 4     | Niccolò Antonelli | 886    |
| 5     | Enea Bastianini   | 829    |
| 6     | Ayumu Sasaki      | 822    |
| 7     | Dennis Foggia     | 790    |
| 8     | Tatsuki Suzuki    | 721    |
| 9     | Álex Rins         | 689    |
| 10    | Brad Binder       | 677    |

#### Podestplätze
| Platz | Fahrer           | Podien |
| ----- | ---------------- | ------ |
| 1     | Romano Fenati    | 29     |
| 2     | Jaume Masiá      | 27     |
| 3     | Enea Bastianini  | 24     |
| 3     | Dennis Foggia    | 24     |
| 5     | Álex Rins        | 23     |
| 5     | David Alonso     | 23     |
| 7     | Maverick Viñales | 22     |
| 7     | Ayumu Sasaki     | 22     |
| 9     | Luis Salom       | 20     |
| 9     | Brad Binder      | 20     |
| 9     | Jorge Martín     | 20     |
| 9     | Sergio García    | 20     |

#### Grand-Prix-Starts
Gezählt werden alle Rennen, an denen der betreffende Fahrer tatsächlich teilgenommen hat. Ist er zum Beispiel in der Einführungsrunde (also vor dem eigentlichen Start des Rennens) ausgefallen, wird dies nicht als GP-Teilnahme gewertet. Als gestartet gilt jedoch, wer mindestens den ersten Startversuch des Grand-Prix-Rennens aufgenommen hat.
| Platz | Fahrer            | GP  |
| ----- | ----------------- | --- |
| 1     | John McPhee       | 179 |
| 2     | Tatsuki Suzuki    | 173 |
| 3     | Niccolò Antonelli | 163 |
| 4     | Romano Fenati     | 161 |
| 5     | Andrea Migno      | 160 |
| 6     | Jakub Kornfeil    | 143 |
| 7     | Stefano Nepa      | 129 |
| 8     | Kaito Toba        | 127 |
| 9     | Ayumu Sasaki      | 124 |
| 10    | Riccardo Rossi    | 122 |

#### Siege in einer Saison
| Platz | Fahrer          | Siege | Jahr/e (Saisonrennen) |
| ----- | --------------- | ----- | --------------------- |
| 1     | David Alonso    | 14    | 2024 (20)             |
| 2     | Joan Mir        | 10    | 2017 (18)             |
| 3     | Luis Salom      | 7     | 2013 (17)             |
| 3     | Brad Binder     | 7     | 2016 (18)             |
| 3     | Jorge Martín    | 7     | 2018 (18)             |
| 3     | Izan Guevara    | 7     | 2022 (20)             |
| 8     | Álex Rins       | 6     | 2013 (17)             |
| 8     | Jack Miller     | 6     | 2014 (18)             |
| 8     | Danny Kent      | 6     | 2015 (18)             |
| 8     | Miguel Oliveira | 6     | 2015 (18)             |
| 8     | Pedro Acosta    | 6     | 2021 (18)             |

- Saison läuft noch

#### Pole-Positions in einer Saison
| Platz | Fahrer         | Poles | Jahr/e (Saisonrennen) |
| ----- | -------------- | ----- | --------------------- |
| 1     | Jorge Martín   | 11    | 2018 (18)             |
| 2     | Jorge Martín   | 9     | 2017 (18)             |
| 3     | Álex Rins      | 8     | 2013 (17)             |
| 3     | Jack Miller    | 8     | 2014 (18)             |
| 5     | Sandro Cortese | 7     | 2012 (17)             |
| 5     | David Alonso   | 7     | 2024 (20)             |
| 7     | Raúl Fernández | 6     | 2020 (15)             |
| 7     | Brad Binder    | 6     | 2016 (18)             |
| 7     | Jaume Masiá    | 6     | 2023 (20)             |
| 7     | Iván Ortolá    | 6     | 2024 (20)             |

#### Schnellste Rennrunden in einer Saison
| Platz | Fahrer          | SR | Jahr/e (Saisonrennen) |
| ----- | --------------- | -- | --------------------- |
| 1     | Jaume Masiá     | 6  | 2022 (20)             |
| 1     | Ayumu Sasaki    | 6  | 2023 (20)             |
| 3     | Luis Salom      | 5  | 2013 (17)             |
| 4     | Sandro Cortese  | 4  | 2012 (17)             |
| 4     | Arón Canet      | 4  | 2018 (18)             |
| 4     | Izan Guevara    | 4  | 2021 (18)             |
| 4     | Deniz Öncü      | 4  | 2022 (20)             |
| 8     | Romano Fenati   | 3  | 2014 (18), 2017 (18)  |
| 8     | Álex Márquez    | 3  | 2014 (18)             |
| 8     | Álex Rins       | 3  | 2014 (18)             |
| 8     | Brad Binder     | 3  | 2015 (18), 2016 (18)  |
| 8     | Danny Kent      | 3  | 2015 (18)             |
| 8     | Miguel Oliveira | 3  | 2015 (18)             |
| 8     | Joan Mir        | 3  | 2017 (18)             |
| 8     | Arón Canet      | 3  | 2017 (18)             |
| 8     | Jorge Martín    | 3  | 2018 (18)             |
| 8     | Deniz Öncü      | 3  | 2023 (20)             |
| 8     | Iván Ortolá     | 3  | 2023 (20)             |
| 8     | David Alonso    | 3  | 2023 (20), 2024 (20)  |
| 8     | Daniel Holgado  | 3  | 2024 (20)             |

#### Weitere Rekorde
| Rekord                                                             | Details                                                                                              | Fahrer                                                                     |
| WELTMEISTERSCHAFTEN                                                | WELTMEISTERSCHAFTEN                                                                                  | WELTMEISTERSCHAFTEN                                                        |
| ------------------------------------------------------------------ | --- | -------------------------------------------------------------------------- |
| Schnellste WM-Entscheidung                                         | nach 14 von 18 Rennen (77,78 %)                                                                      | Brad Binder (2016)                                                         |
| Größter Punkte-Vorsprung des Weltmeisters                          | 165 Punkte                                                                                           | David Alonso auf Daniel Holgado (2024)                                     |
| Kleinster Punkte-Vorsprung des Weltmeisters                        | 2 Punkte                                                                                             | Álex Márquez auf Jack Miller (2014)                                        |
| Der jüngste Weltmeister                                            | mit 17 Jahren und 166 Tagen                                                                          | Pedro Acosta (2021)                                                        |
| Der älteste Weltmeister                                            | mit 23 Jahren und 347 Tagen                                                                          | Albert Arenas (2020)                                                       |
| SIEGE                                                              | |                                                                            |
| Die beste Sieg-Quote                                               | 42,86 % (18 Siege in 42 Rennen)                                                                      | David Alonso                                                               |
| Die meisten Siege in Folge (absolut)                               | 7 | David Alonso (2024)                                                        |
| Die meisten Siege in Folge (in einer Saison)                       | 7 | David Alonso (2024)                                                        |
| Die meisten Siege von der Pole-Position                            | 7 | Jorge Martín                                                               |
| Die meisten Hattricks                                              | 2 | Sandro Cortese                                                             |
| Die meisten Siege beim gleichen GP (absolut)                       | 2 beim GP von Spanien (2012, 2014) und GP of The Americas (2016–2017)                                | Romano Fenati                                                              |
| Die meisten Siege beim gleichen GP (absolut)                       | 2 beim GP von Österreich                                                                             | Joan Mir (2016–2017)                                                       |
| Die meisten Siege beim gleichen GP (absolut)                       | 2 beim GP von San Marino                                                                             | Álex Rins (2013–2014) Dennis Foggia (2021–2022)                            |
| Die meisten Siege beim gleichen GP (absolut)                       | 2 beim GP von Japan                                                                                  | Álex Márquez (2013–2014)                                                   |
| Die meisten Siege beim gleichen GP (absolut)                       | 2 beim GP von Katar                                                                                  | Jaume Masiá (2021, 2023)                                                   |
| Die meisten Siege beim gleichen GP (absolut)                       | 2 beim GP von Katalonien und GP von Thailand                                                         | David Alonso (2023–2024)                                                   |
| Die meisten Siege beim gleichen GP (in Folge)                      | 2 beim GP of The Americas                                                                            | Romano Fenati (2016–2017)                                                  |
| Die meisten Siege beim gleichen GP (in Folge)                      | 2 beim GP von Österreich                                                                             | Joan Mir (2016–2017)                                                       |
| Die meisten Siege beim gleichen GP (in Folge)                      | 2 beim GP von San Marino                                                                             | Álex Rins (2013–2014) Dennis Foggia (2021–2022)                            |
| Die meisten Siege beim gleichen GP (in Folge)                      | 2 beim GP von Japan                                                                                  | Álex Márquez (2013–2014)                                                   |
| Die meisten Siege beim gleichen GP (in Folge)                      | 2 beim GP von Katalonien und GP von Thailand                                                         | David Alonso (2023–2024)                                                   |
| Der jüngste Grand-Prix-Sieger                                      | mit 15 Jahren und 115 Tagen, GP von Valencia 2018                                                    | Can Öncü                                                                   |
| Der älteste Grand-Prix-Sieger                                      | mit 28 Jahren und 101 Tagen, GP von Malaysia 2022                                                    | John McPhee                                                                |
| Fahrer, die bei ihrer ersten Grand-Prix-Teilnahme gewannen         | | Maverick Viñales (2012) Can Öncü (2018)                                    |
| Der längste zeitliche Abstand zwischen zwei Siegen                 | 1739 Tage                                                                                            | Andrea Migno (GP von Italien 2017 – GP von Katar 2022)                     |
| Die meisten Rennen zwischen zwei Siegen                            | 82                                                                                                   | Andrea Migno (GP von Italien 2017 – GP von Katar 2022)                     |
| Die längste Distanz zwischen erstem und letztem Sieg               | 169 Rennen, 3399 Tage                                                                                | Romano Fenati (GP von Spanien 2012 – Großer Preis von Großbritannien 2021) |
| Die meisten Grand-Prix-Starts bis zum ersten Sieg                  | 95                                                                                                   | Ayumu Sasaki                                                               |
| Die meisten Doppelsiege von Teamkollegen                           | 4 | Álex Márquez und Álex Rins                                                 |
| Die meisten Doppelsiege von Teamkollegen in einer Saison           | 3 | Álex Márquez und Álex Rins (2014)                                          |
| STARTPLÄTZE                                                        | |                                                                            |
| Die beste Pole-Quote                                               | 41,18 % (7 Poles in 17 Rennen)                                                                       | Sandro Cortese                                                             |
| Die meisten Poles in Folge (absolut)                               | 5 | Jorge Martín (2017)                                                        |
| Die meisten Poles in Folge (in einer Saison)                       | 5 | Jorge Martín (2017)                                                        |
| Die meisten Poles in einer Saison                                  | 11 (in 18 Rennen)                                                                                    | Jorge Martín (2018)                                                        |
| Die meisten Poles beim gleichen GP (absolut)                       | 2 beim GP Spanien                                                                                    | Álex Rins (2012–2013)                                                      |
| Die meisten Poles beim gleichen GP (absolut)                       | 2 beim GP Frankreich                                                                                 | Maverick Viñales (2012–2013)                                               |
| Die meisten Poles beim gleichen GP (absolut)                       | 2 beim Dutch TT, GP Aragonien (2015–2016), GP San Marino (2015, 2017) und GP Katalonien (2015, 2018) | Enea Bastianini                                                            |
| Die meisten Poles beim gleichen GP (absolut)                       | 2 beim GP Spanien, GP Frankreich, GP Italien, Dutch TT, GP Aragonien, GP Australien und GP Valencia  | Jorge Martín (2017–2018)                                                   |
| Die meisten Poles beim gleichen GP (absolut)                       | 2 beim GP Spanien                                                                                    | Tatsuki Suzuki (2020–2021)                                                 |
| Die meisten Poles beim gleichen GP (absolut)                       | 2 beim GP Großbritannien (2017, 2021)                                                                | Romano Fenati                                                              |
| Die meisten Poles beim gleichen GP (in Folge)                      | 2 beim GP Spanien                                                                                    | Álex Rins (2012–2013)                                                      |
| Die meisten Poles beim gleichen GP (in Folge)                      | 2 beim GP Frankreich                                                                                 | Maverick Viñales (2012–2013)                                               |
| Die meisten Poles beim gleichen GP (in Folge)                      | 2 beim Dutch TT und GP Aragonien                                                                     | Enea Bastianini (2015–2016)                                                |
| Die meisten Poles beim gleichen GP (in Folge)                      | 2 beim GP Spanien, GP Frankreich, GP Italien, Dutch TT, GP Aragonien, GP Australien und GP Valencia  | Jorge Martín (2017–2018)                                                   |
| Die meisten Poles beim gleichen GP (in Folge)                      | 2 beim GP Spanien                                                                                    | Tatsuki Suzuki (2020–2021)                                                 |
| Die meisten Startplätze in der ersten Reihe                        | 25                                                                                                   | Álex Rins                                                                  |
| Jüngster Fahrer auf der Pole-Position                              | mit 16 Jahren und 12 Tagen, GP von Spanien 2015                                                      | Fabio Quartararo                                                           |
| Ältester Fahrer auf der Pole-Position                              | mit 27 Jahren und 299 Tagen, GP von Katar 2015                                                       | Alexis Masbou                                                              |
| Fahrer, die in ihrem ersten Rennen auf der Pole-Position standen   | | Sandro Cortese (2012)                                                      |
| SCHNELLSTE RENNRUNDEN                                              | |                                                                            |
| Die beste Quote an Schnellsten Rennrunden                          | 16,22 % (6 Schnellste Runden in 37 Rennen)                                                           | Izan Guevara                                                               |
| Die meisten schnellsten Rennrunden in einer Saison                 | 5 bei 17 Starts (29,41 %)                                                                            | Luis Salom (2013)                                                          |
| Der jüngste Fahrer, der die schnellste Rennrunde fuhr              | mit 15 Jahren und 346 Tagen, GP von Deutschland 2019                                                 | Can Öncü                                                                   |
| Der älteste Fahrer, der die schnellste Rennrunde fuhr              | mit 28 Jahren und 285 Tagen, GP von Katalonien 2015                                                  | Efrén Vázquez                                                              |
| Fahrer, die in ihrem ersten Rennen die schnellste Rennrunde fuhren | | Maverick Viñales (2012) Jaume Masiá (2017)                                 |
| PODESTPLÄTZE                                                       | |                                                                            |
| Die beste Podest-Quote                                             | 88,24 % (15 Podestplätze in 17 Rennen)                                                               | Sandro Cortese                                                             |
| Die meisten Podestplatzierungen in einer Saison                    | 15 in 17 Rennen (88,24 %)                                                                            | Sandro Cortese (2012)                                                      |
| Die meisten Podestplatzierungen in einer Saison                    | 15 in 20 Rennen (75 %)                                                                               | David Alonso (2024)                                                        |
| Die meisten Podestplatzierungen ohne Sieg                          | 8 | Ai Ogura                                                                   |
| Die meisten zweiten Plätze                                         | 11                                                                                                   | Romano Fenati                                                              |
| Die meisten dritten Plätze                                         | 8 | Álex Rins                                                                  |
| Jüngster Fahrer auf dem Podium                                     | mit 15 Jahren und 115 Tagen, GP von Valencia 2018                                                    | Can Öncü                                                                   |
| Ältester Fahrer auf dem Podium                                     | mit 29 Jahren und 46 Tagen, GP von Australien 2015                                                   | Efrén Vázquez                                                              |
| PUNKTERÄNGE                                                        | |                                                                            |
| Die meisten Punkteplatzierungen (absolut)                          | 92                                                                                                   | Romano Fenati                                                              |
| Die meisten Punkteplatzierungen (in Folge)                         | 22                                                                                                   | David Alonso                                                               |
| Die meisten Punkteplatzierungen in einer Saison                    | 20                                                                                                   | David Alonso (2024)                                                        |
| Die meisten vierten Plätze                                         | 11                                                                                                   | Niccolò Antonelli                                                          |
| Die meisten fünften Plätze                                         | 9 | Jakub Kornfeil                                                             |
| Die meisten sechsten Plätze                                        | 8 | Jakub Kornfeil                                                             |
| Die meisten siebten Plätze                                         | 8 | Romano Fenati                                                              |
| Die meisten achten Plätze                                          | 10                                                                                                   | Niccolò Antonelli                                                          |
| Die meisten neunten Plätze                                         | 9 | Niccolò Antonelli                                                          |
| Die meisten zehnten Plätze                                         | 10                                                                                                   | Jakub Kornfeil                                                             |
| Die meisten elften Plätze                                          | 14                                                                                                   | Jakub Kornfeil                                                             |
| Die meisten zwölften Plätze                                        | 5 | Livio Loi John McPhee                                                      |
| Die meisten dreizehnten Plätze                                     | 6 | John McPhee                                                                |
| Die meisten vierzehnten Plätze                                     | 8 | Jakub Kornfeil                                                             |
| Die meisten fünfzehnten Plätze                                     | 12                                                                                                   | Philipp Öttl                                                               |
| Der jüngste Fahrer, der in die Punkteränge fuhr                    | mit 15 Jahren und 115 Tagen, GP von Valencia 2018                                                    | Can Öncü                                                                   |
| Der älteste Fahrer, der in die Punkteränge fuhr                    | mit 29 Jahren und 93 Tagen, GP Valencia 2012                                                         | Héctor Faubel                                                              |
| Die meisten GP-Teilnahmen, ohne WM-Punkte zu erzielen              | 20                                                                                                   | Davide Pizzoli                                                             |
| Der längste zeitliche Abstand zwischen WM-Punkten                  | 1834 Tage                                                                                            | Vicente Pérez (GP von Valencia 2018-GP von Malaysia 2023)                  |
| ZIELANKÜNFTE                                                       | |                                                                            |
| Die meisten Zielankünfte in Folge                                  | 40                                                                                                   | Jakub Kornfeil (2016—2019)                                                 |
| Die meisten Zielankünfte in einer Saison                           | 20 in 20 Rennen                                                                                      | Deniz Öncü (2022) Ryusei Yamanaka (2023)                                   |
| Die meisten Zielankünfte ununterbrochen seit dem Debüt             | 20                                                                                                   | Jason Dupasquier (2020–2021)                                               |
| AUSFÄLLE                                                           | |                                                                            |
| Die meisten Ausfälle in einem Rennen                               | 15 von 33 Startern (56,3 %), GP von San Marino 2017                                                  |                                                                            |
| Die meisten Ausfälle in Folge                                      | 6 | Danny Webb (2012)                                                          |
| Die meisten Ausfälle in einer Saison                               | 9 in 17 Rennen (52,94 %)                                                                             | Danny Webb (2012)                                                          |
| GP-TEILNAHMEN                                                      | |                                                                            |
| Der jüngste GP-Teilnehmer                                          | mit 15 Jahren und 115 Tagen, GP von Valencia 2018                                                    | Can Öncü                                                                   |
| Der älteste GP-Teilnehmer                                          | mit 29 Jahren und 93 Tagen, GP Valencia 2012                                                         | Héctor Faubel                                                              |
| Die höchste GP-Teilnehmerzahl                                      | 36 Rennteilnehmer 2015: GP von Italien; Dutch TT; GP von Großbritannien                              |                                                                            |
| Die längste Pause zwischen zwei Grand-Prix-Einsätzen               | 6 Jahre und 124 Tage, GP Valencia 2015 und GP Katar 2022                                             | Ana Carrasco                                                               |
| Die größte Zeitspanne zwischen erstem und letztem Grand Prix       | 11 Jahre und 225 Tage, GP von Katar 2012 bis GP von Valencia 2023                                    | Romano Fenati                                                              |
| Die meisten Saisonteilnahmen                                       | 11                                                                                                   | John McPhee (2012–2022) Andrea Migno (2013–2023)                           |
| Die meisten GP-Teilnahmen ohne Sieg                                | 143                                                                                                  | Jakub Kornfeil (Beste Platzierung: 2)                                      |
| Die meisten GP-Teilnahmen ohne Podestplatz                         | 122                                                                                                  | Stefano Nepa (Beste Platzierung: 4)                                        |
| Die meisten GP-Teilnahmen als Teamkollegen                         | 46                                                                                                   | Scott Ogden und Joshua Whatley (2022–2024)                                 |
| SONSTIGES                                                          | |                                                                            |
| Die meisten gewonnenen Positionen in einem Rennen                  | 34 in Spanien                                                                                        | Brad Binder (2016)                                                         |

1. 1 2  Der GP von Katar 2012 war das erste Rennen der neuen Moto3-Kategorie, Viñales hatte zuvor aber bereits eine Saison in der 125 cm³-Klasse bestritten.
2. ↑  Der GP von Katar 2012 war das erste Rennen der neuen Moto3-Kategorie, Cortese hatte zuvor aber bereits sieben Saisons in der 125 cm³-Klasse bestritten.

### Rekorde nach Konstrukteuren
In der Saison 2025 in der Moto3-WM aktive Konstrukteure sind blau hinterlegt.

#### Konstrukteurs-Weltmeistertitel
| Platz | Konstrukteur | Titel | Jahre                       |
| ----- | ------------ | ----- | --------------------------- |
| 1     | KTM          | 6     | 2012–2014, 2016, 2021, 2023 |
| 2     | Honda        | 5     | 2015, 2017–2020             |
| 3     | GasGas       | 1     | 2022                        |
| 3     | CFMoto       | 1     | 2024                        |

#### Grand-Prix-Siege
| Platz | Konstrukteur | Siege |
| ----- | ------------ | ----- |
| 1     | KTM          | 98    |
| 2     | Honda        | 89    |
| 3     | GasGas       | 19    |
| 4     | CFMoto       | 14    |
| 5     | Husqvarna    | 12    |
| 6     | FTR-Honda    | 7     |
| 7     | Kalex-KTM    | 3     |
| 8     | Mahindra     | 2     |
| 9     | Peugeot      | 1     |

#### Pole-Positions
| Platz | Konstrukteur | Poles |
| ----- | ------------ | ----- |
| 1     | Honda        | 83    |
| 2     | KTM          | 72    |
| 3     | Husqvarna    | 14    |
| 4     | GasGas       | 8     |
| 5     | CFMoto       | 5     |
| 5     | FTR-Honda    | 5     |
| 7     | Kalex-KTM    | 4     |
| 8     | Mahindra     | 2     |
| 9     | Suter-Honda  | 1     |

#### Schnellste Rennrunden
| Platz | Konstrukteur | SR |
| ----- | ------------ | -- |
| 1     | KTM          | 98 |
| 2     | Honda        | 83 |
| 3     | Husqvarna    | 14 |
| 4     | GasGas       | 11 |
| 5     | FTR-Honda    | 6  |
| 6     | Mahindra     | 5  |
| 7     | Kalex-KTM    | 4  |
| 8     | CFMoto       | 2  |
| 8     | Suter-Honda  | 2  |

#### WM-Punkte
| Platz | Konstrukteur | Punkte |
| ----- | ------------ | ------ |
| 1     | KTM          | 4.228  |
| 2     | Honda        | 3.699  |
| 3     | Husqvarna    | 1.164  |
| 4     | GasGas       | 1.050  |
| 5     | Mahindra     | 718    |
| 6     | Kalex-KTM    | 515    |
| 7     | FTR-Honda    | 457    |
| 8     | CFMoto       | 422    |
| 9     | Suter-Honda  | 229    |
| 10    | Peugeot      | 81     |

#### Podestplätze
| Platz | Konstrukteur | Podien |
| ----- | ------------ | ------ |
| 1     | KTM          | 269    |
| 2     | Honda        | 265    |
| 3     | GasGas       | 45     |
| 4     | Husqvarna    | 40     |
| 5     | Kalex-KTM    | 17     |
| 5     | CF Moto      | 17     |
| 7     | FTR-Honda    | 13     |
| 7     | Mahindra     | 13     |
| 9     | Suter-Honda  | 3      |
| 10    | Peugeot      | 1      |

#### Grand-Prix-Starts
Gezählt werden alle Rennen, an denen der betreffende Konstrukteur tatsächlich teilgenommen hat. Ist er zum Beispiel in der Einführungsrunde (also vor dem eigentlichen Start des Rennens) ausgefallen, wird dies nicht als GP-Teilnahme gewertet. Als gestartet gilt jedoch, wer mindestens den ersten Startversuch des Grand-Prix-Rennens aufgenommen hat.
| Platz | Konstrukteur | GP  |
| ----- | ------------ | --- |
| 1     | KTM          | 225 |
| 2     | Honda        | 215 |
| 3     | Husqvarna    | 118 |
| 4     | Mahindra     | 105 |
| 5     | GasGas       | 67  |
| 6     | Kalex-KTM    | 54  |
| 7     | CFMoto       | 49  |
| 8     | FTR-Honda    | 38  |
| 9     | Peugeot      | 35  |
| 10    | TSR-Honda    | 34  |

### Rekorde nach Nationen

#### Weltmeistertitel
| Platz | Nation         | Titel | Jahre                             |
| ----- | -------------- | ----- | --------------------------------- |
| 1     | Spanien        | 8     | 2013, 2014, 2017, 2018, 2020–2023 |
| 2     | Deutschland    | 1     | 2012                              |
|       | Großbritannien | 1     | 2015                              |
|       | Südafrika      | 1     | 2016                              |
|       | Italien        | 1     | 2019                              |
|       | Kolumbien      | 1     | 2024                              |

#### Grand-Prix-Siege
| Platz | Nation         | Siege |
| ----- | -------------- | ----- |
| 1     | Spanien        | 116   |
| 2     | Italien        | 49    |
| 3     | Kolumbien      | 18    |
| 4     | Großbritannien | 12    |
| 5     | Südafrika      | 8     |
| 6     | Deutschland    | 7     |
| 6     | Japan          | 7     |
| 8     | Australien     | 6     |
| 8     | Portugal       | 6     |
| 10    | Türkei         | 4     |

#### Pole-Positions
| Platz | Nation         | Poles |
| ----- | -------------- | ----- |
| 1     | Spanien        | 95    |
| 2     | Italien        | 48    |
| 3     | Japan          | 20    |
| 4     | Deutschland    | 12    |
| 4     | Großbritannien | 12    |
| 6     | Südafrika      | 10    |
| 7     | Australien     | 9     |
| 8     | Türkei         | 8     |
| 9     | Argentinien    | 6     |
| 9     | Kolumbien      | 6     |

#### Schnellste Rennrunden
| Platz | Nation         | SR |
| ----- | -------------- | -- |
| 1     | Spanien        | 91 |
| 2     | Italien        | 47 |
| 3     | Japan          | 17 |
| 4     | Südafrika      | 13 |
| 5     | Großbritannien | 8  |
| 6     | Deutschland    | 7  |
| 6     | Türkei         | 7  |
| 8     | Portugal       | 6  |
| 9     | Kolumbien      | 5  |
| 9     | Malaysia       | 4  |

#### WM-Punkte
| Platz | Nation         | Punkte |
| ----- | -------------- | ------ |
| 1     | Spanien        | 5.830  |
| 2     | Italien        | 3.983  |
| 3     | Großbritannien | 1.022  |
| 4     | Deutschland    | 914    |
| 5     | Südafrika      | 859    |
| 6     | Frankreich     | 808    |
| 7     | Japan          | 708    |
| 8     | Tschechien     | 640    |
| 9     | Portugal       | 628    |
| 10    | Australien     | 556    |

#### Podestplätze
| Platz | Nation         | Podien |
| ----- | -------------- | ------ |
| 1     | Spanien        | 192    |
| 2     | Italien        | 133    |
| 3     | Japan          | 48     |
| 4     | Großbritannien | 28     |
| 5     | Deutschland    | 26     |
| 6     | Südafrika      | 24     |
| 7     | Kolumbien      | 22     |
| 8     | Portugal       | 13     |
| 8     | Niederlande    | 13     |
| 10    | Australien     | 12     |